# Храм Святителя Иннокентия Иркутского (Маньчжурия)

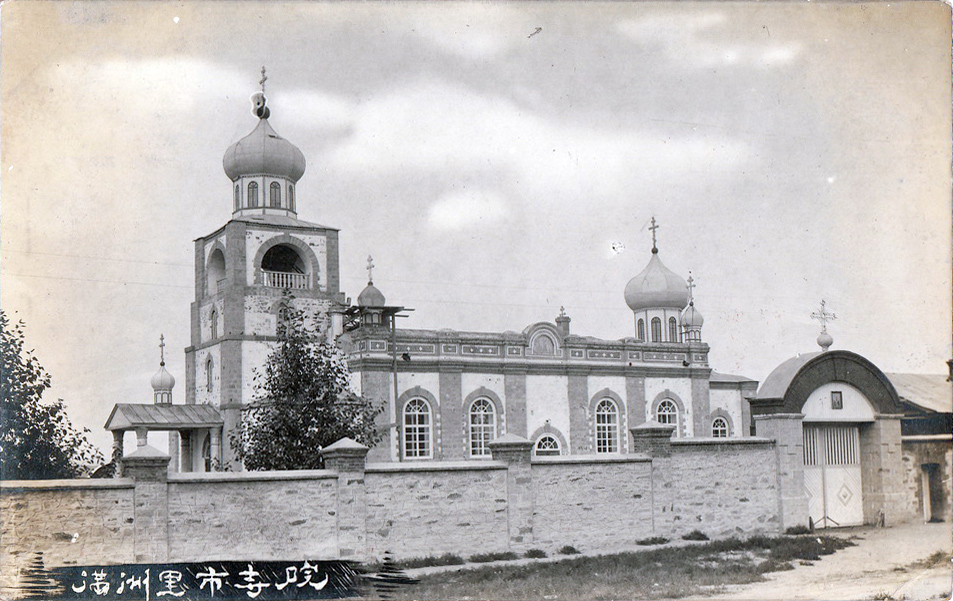
Храм святителя Иннокентия Иркутского на открытке 1928 года

Храм во имя святителя Иннокентия Иркутского — бывший храм Харбинской епархии Русской православной церкви в городе Маньчжурия.

## История
Станция Маньчжурия возникла в начале строительства КВЖД как конечный пограничный пункт Западной линии, расположенный напротив станции Мациевской с российской стороны границы. Первое, временное здание храма в приспособленном помещении барачного типа основано и освящено в 1902 году епископом Иннокентием (Фигуровским) во время проезда 18-й Русской Духовной миссии из Санкт-Петербурга в Пекин через станцию Маньчжурия. В 1903 года при храме создано подворье Пекинской духовной миссии, в ведении которой храм и находился до 1942 года, хотя Харбинская епархия уже в 1920-е годы претендовала на то, чтобы подчинить себе этот приход.
Второе, деревянное здание храма построено тщанием настоятеля иеромонаха Дионисия и освящено им же в 1906 года. Третье, каменное здание храма начато строительством в 1913 году при настоятеле иеромонахе Михее. К 1916 году стены были выведены до карнизов. Дата окончания строительства неизвестна, однако к 1920 году оно было полностью завершено.
Расцвет деятельности Иннокентьевского подворья приходится на 1922—1925 годы, когда заведующим подворьем и настоятелем храма являлся епископ Иона (Покровский), викарий Пекинской епархии. Епископ Мелетий (Заборовский) так описывает служение епископа Ионы в этом храме: «Население г. Маньчжурии, как пришлое из разных мест России, в религиозном отношении не было воспитано надлежащим образом. Новый обширный и благолепный храм Миссии был посещаем богомольцами в малом количестве, церковная проповедь была в очень слабом виде. Ревностный служитель Церкви Божией и выдающийся проповедник, молодой и энергичный епископ Иона прежде всего взялся за устроение своей паствы в религиозно-нравственном отношении. В своем храме он устанавливает уставное богослужение, заводит прекрасный хор, неустанно проповедует, храм наполняется богомольцами и, наконец, делается тесен».
Здание храма незначительно пострадало во время советско-китайского конфликта 1929 года, и богослужения в нем вскоре возобновились, однако имя молодого священника, служившего в 1930—1933 годы, в источниках отсутствует. В 1942 годы храм передан в ведение Харбинской епархии.
Закрылся в 1950-е годы. В 1964 году Иннокентиевский храм был взорван.
В 1994 году предпринимались попытки разыскать могилу епископа Ионы: велись раскопки, однако мощи обнаружены не были. В начале 2000-х годов в Маньчжурии жило несколько православных семей, потомков русских беженцев.

## Клир
настоятели
- Георгий (1902—1903)
- Дионисий (1906—1907)
- Сергий (Черновол) (1908—1919)
- Михей (1911—1920)
- Михаил Филологов (1920—1922)
- Иона (Покровский) (1922—1925)
- Владимир Извольский (1925—1929)
- Артемий Глинский (1933—1934)
- Иосиф (Воробьёв) (1944—1945)
- Софроний (Иогель) (1945—1946)
- Иосиф (Воробьев) (1946—1949)
- Николай Животков (1949—1954)

сверхштатные клирики
- Михей (1920—1925)
- Павел Шиляев (1922—1928)
- Феодор Боголюбов (1922—1927)
- Алексий, духовник епископа Ионы (Покровского) (1920-е)

диакон
- Антоний Галушко (1923—1934)